# Gabriela Dabrowski
Gabriela Dabrowski (født 1. april 1992 i Ottawa, Ontario, Canada) er en kvindelig professionel tennisspiller fra Canada.
Gabriela Dabrowski højeste rangering på WTA single rangliste var som nummer 357, hvilket hun opnåede 19. december 2011. I double er den bedste placering nummer 220, hvilket blev opnået 19. december 2011.
Auger-Aliassime og Gabriela Dabrowski besejrede Demi Schuurs og Wesley Koolhoof fra Holland og vandt en bronzemedalje i mixeddouble, den kun anden olympiske tennismedalje for Canada.